# Cayratia albifolia
Cayratia albifolia är en vinväxtart som beskrevs av Chao Luang Li. Cayratia albifolia ingår i släktet Cayratia och familjen vinväxter. Utöver nominatformen finns också underarten C. a. glabra.